# Discografia de Tracy Chapman
A discografia da cantora e compositora americana Tracy Chapman é composta por 8 álbuns de estúdio, 22 singles e 2 álbuns de compilação.
Tracy Chapman lançou seu primeiro álbum em Abril de 1988, auto-intitulado, conseguiu diversas certificações e críticas positivas. O álbum Tracy Chapman conseguiu 6x platina nos Estados Unidos e 7x no Reino Unido, concorreu à Álbum do Ano no Grammy Awards e venceu como Álbum de Folk Contemporâneo. O primeiro single "Fast Car", apareceu em vários charts mundiais, além de vencer o Grammy de Performance Vocal Pop Feminina.
No ano seguinte, foi lançado o segundo álbum de Chapman, Crossroads que novamente conseguiu vários certificados, além de concorrer ao Grammy. O single com o mesmo nome do álbum foi o destaque. Em 1992, Tracy lançou Matters of the Heart, o terceiro álbum da cantora. Apesar da certificação de ouro nos Estados Unidos, o álbum não teve muita repercussão.
Depois de três álbuns lançados, e do declínio de seu sucesso, em 1995, Tracy Chapman lança o álbum New Beginning, que novamente conseguiu levar a cantora ao topo das paradas musicais e ao êxito em solo norte-americano como o seu primeiro álbum. O single "Give Me One Reason", venceu o Grammy de canção de Rock e conseguiu um 3º lugar no Billboard Hot 100, a melhor posição em sua carreira.
Em 2000, foi lançado Telling Stories. O quinto álbum conseguiu o 33º lugar no Billboard 200. Em 2001, foi lançado Collection, com os maiores sucessos de Tracy Chapman, a compilação teve um ótimo número de vendas na Europa. Um ano após lançar a coleção, foi lançado mais um álbum de inéditas, Let It Rain foi lançado em Outubro de 2002.
Posteriormente a cantora americana lançou mais dois álbuns, que conseguiram destaque na França e na Suiça. Em 2005, lançou Where You Live, e em 2008 Our Bright Future, o último conseguiu a 3ª indicação em sua carreira, ao Grammy de Álbum de Folk Contemporâneo.

## Discografia

### Álbuns de estúdio
| Ano                                                          | Detalhes do Álbum                                                      | Melhor Posição | Melhor Posição | Melhor Posição | Melhor Posição | Melhor Posição | Melhor Posição | Melhor Posição | Melhor Posição | Melhor Posição | Melhor Posição | Melhor Posição | Melhor Posição | Melhor Posição | Melhor Posição | Certificações / Vendas |
| Ano                                                          | Detalhes do Álbum                                                      | EUA            | ALE            | AUS            | AUT            | BEL (Fla)      | CAN            | FRA            | HOL            | ITA            | NOR            | NZL            | RU             | SUE            | SUI            | Certificações / Vendas |
| ------------------------------------------------------------ | ---------------------------------------------------------------------- | -------------- | -------------- | -------------- | -------------- | -------------- | -------------- | -------------- | -------------- | -------------- | -------------- | -------------- | -------------- | -------------- | -------------- | --- |
| 1988                                                         | Tracy Chapman - Lançamento: 5 de Abril - Gravadora(s): Elektra         | 1              | 1              | 2              | 1              | 28             | 1              | 27             | 1              | 1              | 1              | 1              | 1              | 2              | 1              | - : 20.400.000 - Diamante - 6× Platina - 9× Ouro - 7× Platina - 7× Platina - 4× Platina - 3× Platina - 2× Platina - Platina - Ouro |
| 1989                                                         | Crossroads - Lançamento: 3 de Outubro - Gravadora(s): Elektra          | 9              | 1              | 4              | 3              | —              | 12             | —              | —              | 2              | 3              | 1              | 1              | 8              | 2              | - Platina - 2× Platina - 2× Platina - 2× Platina - Platina - Platina - Platina - Platina - Ouro - Ouro                             |
| 1992                                                         | Matters of the Heart - Lançamento: 28 de Abril - Gravadora(s): Elektra | 53             | 13             | 23             | 11             | —              | 55             | —              | —              | 8              | —              | 23             | 19             | 37             | 10             | - Ouro - Ouro |
| 1995                                                         | New Beginning - Lançamento: 14 de Novembro - Gravadora(s): Elektra     | 4              | 60             | 6              | 9              | —              | 1              | 44             | —              | —              | —              | 8              | —              | 46             | 22             | - 5× Platina - 7× Platina - Ouro - Ouro                                                                                            |
| 2000                                                         | Telling Stories - Lançamento: 15 de Fevereiro - Gravadora(s): Elektra  | 33             | 5              | 33             | 5              | —              | 15             | 9              | —              | 14             | 17             | 10             | 85             | 16             | 2              | - Ouro - 2× Ouro - Ouro - Ouro |
| 2002                                                         | Let It Rain - Lançamento: 15 de Outubro - Gravadora(s): Elektra        | 25             | 15             | 25             | 6              | 43             | —              | 3              | 75             | 18             | 24             | 45             | 36             | 27             | 4              | - 2× Ouro - Ouro - Ouro |
| 2005                                                         | Where You Live - Lançamento: 13 de Setembro - Gravadora(s): Elektra    | 49             | 12             | —              | 7              | 23             | —              | 7              | 38             | 9              | —              | —              | 43             | 28             | 4              | - Ouro - Ouro |
| 2008                                                         | Our Bright Future - Lançamento: 11 de Novembro - Gravadora(s): Elektra | 57             | 28             | 81             | 23             | 39             | —              | 5              | 56             | 20             | 39             | —              | 75             | 35             | 9              | - Platina - Ouro |
| "—" Não entrou na tabela musical ou não foi lançado no país. |                                                                        |                |                |                |                |                |                |                |                |                |                |                |                |                |                | |

### Álbuns de Compilação
| Ano  | Detalhes do Álbum                                                        | Melhor Posição | Melhor Posição | Melhor Posição | Melhor Posição | Melhor Posição | Melhor Posição | Melhor Posição | Melhor Posição | Melhor Posição | Melhor Posição | Melhor Posição | Melhor Posição | Certificações                                                |
| Ano  | Detalhes do Álbum                                                        | ALE            | AUS            | AUT            | BEL (Fla)      | BEL (Val)      | DIN            | ITA            | NOR            | NZL            | RU             | SUE            | SUI            | Certificações                                                |
| ---- | ------------------------------------------------------------------------ | -------------- | -------------- | -------------- | -------------- | -------------- | -------------- | -------------- | -------------- | -------------- | -------------- | -------------- | -------------- | ------------------------------------------------------------ |
| 2001 | Collection - Lançamento: 30 de Outubro - Gravadora(s): WEA International | 3              | 10             | 1              | 14             | 6              | 3              | 6              | 3              | 9              | 3              | 2              | 4              | - 2× Platina - Platina - Platina - Ouro - Ouro - Ouro - Ouro |
| 2015 | Greatest Hits - Lançamento: 20 de Novembro - Gravadora(s): Elektra       | —              | 14             | —              | 51             | 55             | —              | —              | —              | 3              | 30             | —              | —              |                                                              |

### Singles
| 1988                                                         | "Fast Car"                        | 6  | 4 | —  | —  | 1  | —  | 2  | 1   | 21 | 4   | 9 | —  |           | Tracy Chapman        |
| 1988                                                         | "Talkin' 'Bout a Revolution"      | 75 | — | 29 | —  | 45 | 22 | 18 | 113 | 32 | 85  | — | —  |           | Tracy Chapman        |
| 1988                                                         | "Baby Can I Hold You"             | 48 | — | —  | —  | —  | —  | 89 | 22  | 16 | —   | — | —  |           | Tracy Chapman        |
| 1989                                                         | "All That You Have Is Your Soul"  | —  | — | —  | —  | —  | —  | —  | —   | —  | —   | — | —  |           | Crossroads           |
| 1989                                                         | "Crossroads"                      | 90 | — | 21 | —  | —  | —  | 15 | 11  | 21 | 61  | — | 18 |           | Crossroads           |
| 1990                                                         | "Subcity"                         | —  | — | —  | —  | —  | —  | —  | —   | —  | —   | — | —  |           | Crossroads           |
| 1992                                                         | "Bang Bang Bang"                  | —  | — | —  | —  | —  | 26 | —  | —   | —  | —   | — | —  |           | Matters of the Heart |
| 1992                                                         | "Dreaming on a World"             | —  | — | —  | —  | —  | —  | —  | —   | —  | —   | — | —  |           | Matters of the Heart |
| 1995                                                         | "Give Me One Reason"              | 3  | 3 | —  | —  | 1  | —  | —  | —   | 16 | 127 | — | —  | - Platina | New Beginning        |
| 1996                                                         | "New Beginning"                   | —  | — | —  | —  | —  | —  | —  | —   | —  | —   | — | —  |           | New Beginning        |
| 1996                                                         | "The Promise"                     | —  | — | —  | —  | —  | —  | —  | —   | —  | —   | — | —  |           | New Beginning        |
| 1996                                                         | "Smoke and Ashes"                 | —  | — | —  | —  | —  | —  | —  | —   | —  | —   | — | —  |           | New Beginning        |
| 2000                                                         | "Telling Stories"                 | —  | — | —  | —  | —  | 84 | —  | —   | 22 | —   | — | 76 |           | Telling Stories      |
| 2000                                                         | "It's OK"                         | —  | — | —  | —  | —  | —  | —  | —   | —  | —   | — | —  |           | Telling Stories      |
| 2000                                                         | "Wedding Song"                    | —  | — | —  | —  | —  | —  | —  | —   | —  | —   | — | —  |           | Telling Stories      |
| 2001                                                         | "Baby Can I Hold You" (Relançado) | —  | — | —  | —  | —  | —  | —  | —   | —  | —   | — | —  |           | The Collection       |
| 2002                                                         | "You're the One"                  | —  | — | —  | —  | —  | —  | —  | —   | —  | 146 | — | —  |           | Let it Rain          |
| 2003                                                         | "Another Sun"                     | —  | — | —  | —  | —  | —  | —  | —   | —  | —   | — | —  |           | Let it Rain          |
| 2005                                                         | "Change"                          | —  | — | —  | —  | —  | —  | —  | —   | —  | 191 | — | —  |           | Where You Live       |
| 2006                                                         | "America"                         | —  | — | —  | —  | —  | —  | —  | —   | —  | —   | — | —  |           | Where You Live       |
| 2008                                                         | "Sing for You"                    | —  | — | —  | 65 | —  | —  | —  | —   | —  | —   | — | 48 |           | Our Bright Future    |
| 2009                                                         | "Thinking of You"                 | —  | — | —  | —  | —  | —  | —  | —   | —  | —   | — | —  |           | Our Bright Future    |
| "—" Não entrou na tabela musical ou não foi lançado no país. |                                   |    |   |    |    |    |    |    |     |    |     |   |    |           |                      |

### Participações
| Ano  | Título              | Artista                | Álbum / Evento                               |
| ---- | ------------------- | ---------------------- | -------------------------------------------- |
| 1997 | The Thrill Is Gone  | B.B. King              | Deuces Wild                                  |
| 1999 | Give Me One Reason  | Eric Clapton           | A Very Special Christmas Live                |
| 2000 | Baby Can I Hold You | Pavarotti              | Pavarotti and friends for cambodia and tibet |
| 2000 | Trench Town Rock    | Stephen & Ziggy Marley | One Love Bob Marley All Star Tribute         |
| 2001 | The Maker           | Dave Matthews          | Bridge School Benefit                        |
| 2005 | Ain't No Sunshine   | Buddy Guy              | Bring 'em In                                 |